# Joanna Brodzik
Joanna Brodzik (Krosno Odrzańskie, 11 januari 1973) is een Poolse actrice. Ze is vooral bekend door haar rollen in de televisieseries Magda M. en Kasia i Tomek.